# Hieracium marshallii
Hieracium marshallii là một loài thực vật có hoa trong họ Cúc. Loài này được E.F.Linton mô tả khoa học đầu tiên năm 1891.